# Presbytère de La Chapelle-sur-Oudon
Le presbytère de La Chapelle-sur-Oudon est un presbytère situé à La Chapelle-sur-Oudon, en France.

## Localisation
Le presbytère est situé dans le département français de Maine-et-Loire, sur la commune de La Chapelle-sur-Oudon.

## Historique
L'édifice est inscrit au titre des monuments historiques en 1976.